# Kleinaitingen
Kleinaitingen je obec v německé spolkové zemi Bavorsko, v zemském okrese Augsburg ve vládním obvodu Švábsko.
V roce 2014 zde žilo 1 179 obyvatel.

## Poloha
Sousední obce jsou: Graben, Großaitingen, Oberottmarshausen, Prittriching, Scheuring, Untermeitingen a Wehringen.